# 얀 하치우스
얀 하치우스(독일어: Jan Hatzius, 1968년 12월 17일 ~ )는 독일 태생의 경제학자로, 현재 골드만삭스 투자은행의 수석 경제전문가로 활동중이다. 하이델베르크 출신인 그는 위스콘신 대학교 매디슨, 킬 세계 경제 연구소, 옥스퍼드 대학교에서 학위를 땄다. 런던 정치경제대학교에서 근무하다 1997년 골드만삭스 프랑크푸르트 지부에 입사하였고 1999년 뉴욕으로 이주한다. 2011년 수석 경제학 전문가가 되었다.